# Dự án Grudge
Dự án Grudge (Hận thù) là dự án ngắn ngủi của Không quân Mỹ nhằm điều tra vật thể bay không xác định (UFO). Grudge tiếp nối Dự án Sign vào tháng 2 năm 1949 và sau đó là Dự án Blue Book. Grudge chính thức kết thúc vào tháng 12 năm 1949, nhưng vẫn tiếp tục với năng suất tối thiểu cho đến cuối năm 1951. Dự án này dưới thời kỳ Edward J. Ruppelt lãnh đạo thường được xem là kỷ nguyên cởi mở và năng động nhất trong lịch sử nghiên cứu UFO.

## Lịch sử
Dự án Sign hoạt động từ năm 1947 đến năm 1949. Một số nhân viên của Sign, bao gồm cả giám đốc Robert Sneider, đều ủng hộ giả thuyết ngoài Trái Đất là lời giải thích tốt nhất cho các báo cáo về UFO. Họ đã chuẩn bị tài liệu Đánh giá Tình hình để biện minh cho trường hợp của mình. Giả thuyết này cuối cùng đã bị các sĩ quan cao cấp bác bỏ, và Dự án Sign đã bị hủy bỏ và thay thế bằng Dự án Grudge.
Không quân thông báo rằng Grudge sẽ tiếp quản phần còn lại của Sign, khi nhóm này vẫn đang điều tra các báo cáo về UFO. Đại úy Không quân Edward J. Ruppelt cho rằng một số chuyên gia tình báo hàng đầu của Trung tâm Tình báo Kỹ thuật Hàng không thuộc ATIC từng rất háo hức làm việc với Dự án Sign đã không còn làm việc với Dự án Grudge. Một số trong số họ đã thay đổi quyết liệt về UFO khi họ biết Lầu Năm Góc không còn thông cảm với nguyên nhân UFO.
Các nhà phê bình buộc tội rằng, từ thuở mới hình thành của nó, Dự án Grudge đã hoạt động theo một chỉ thị hạ bệ: tất cả báo cáo về UFO được đánh giá là có lời giải thích thông thường, mặc dù có rất ít nghiên cứu và một số "giải thích" của Grudge tỏ ra gượng gạo hoặc thậm chí khó hiểu về mặt logic. Trong cuốn sách năm 1956 của mình, Edward J. Ruppelt từng mô tả Grudge là "Thời đại Tăm tối" về cuộc điều tra UFO của Không quân Mỹ. Nhân viên của Grudge, trên thực tế đã tiến hành rất ít hoặc không cần điều tra, đồng thời liên quan đến việc tất cả các báo cáo về UFO đang được xem xét kỹ lưỡng.  Ruppelt cũng kể lại rằng chính từ "Grudge" được chọn một cách có chủ ý bởi các thành phần chống đĩa bay trong Không quân.
Dự án Grudge nhằm mục đích giảm bớt sự lo lắng của công chúng đối với UFO và thuyết phục công chúng rằng UFO không có gì bất thường hoặc phi thường. Các vụ nhìn thấy UFO được giải thích là bóng bay, máy bay thông thường, hành tinh, thiên thạch, ảo ảnh quang học, phản xạ mặt trời hoặc thậm chí là "hạt mưa đá lớn". Quan chức dự án khuyến nghị nên giảm phạm vi dự án này vì chính sự tồn tại của mối quan tâm chính thức của bên Không quân đã khuyến khích mọi người tin vào UFO và góp phần tạo ra bầu không khí "cuồng loạn chiến tranh". Ngày 27 tháng 12 năm 1949, Không quân tuyên bố chấm dứt dự án.

## Kết luận
Dự án Grudge đã ban hành báo cáo chính thức duy nhất vào tháng 8 năm 1949. Mặc dù dài hơn 600 trang, kết luận của báo cáo đã nêu:
A. Không có bằng chứng cho thấy các đối tượng được báo cáo là kết quả của sự phát triển khoa học nước ngoài tiên tiến; và, do đó chúng không phải là mối đe dọa trực tiếp đến an ninh quốc gia. Theo quan điểm này, khuyến nghị rằng việc điều tra và nghiên cứu các báo cáo về vật thể bay không xác định nên được giảm phạm vi. Trụ sở Bộ Tư lệnh Vật liệu Không quân AMC sẽ tiếp tục điều tra các báo cáo trong đó các ứng dụng kỹ thuật thực tế được chỉ định rõ ràng.
LƯU Ý: Rõ ràng là nghiên cứu sâu hơn dọc theo các dòng hiện tại sẽ chỉ xác nhận những phát hiện được trình bày trong tài liệu này. Chúng tôi khuyến nghị thêm rằng các chỉ thị thu thập thích hợp nên được sửa đổi để phản ánh sự thay đổi dự tính trong chính sách. 
B. Tất cả các bằng chứng và phân tích chỉ ra rằng các báo cáo về vật thể bay không xác định là kết quả của:
1. Giải thích sai các vật thể thông thường khác nhau.
2. Một dạng nhẹ của chứng rối loạn phân ly tập thể và thần kinh kích động. 
3. Các cá nhân bịa ra các báo cáo đó nhằm tạo nên một trò lừa bịp hoặc muốn được nổi tiếng.
4. Những người có biểu hiện tâm bệnh học.
Không lâu sau khi báo cáo này được phát hành, có thông tin rằng Grudge sẽ sớm bị giải thể. Bất chấp thông báo này, Grudge vẫn chưa hoàn thành. Một vài nhân sự vẫn được giao cho dự án, và họ đã hỗ trợ các tác giả của một vài bài báo truyền thông đại chúng với mục đích hạ bệ.

## Phản ứng
Một bài báo của Sidney Shallet đã xuất hiện trong hai số liên tiếp của tờ Saturday Evening Post (30 tháng 4 và 7 tháng 5 năm 1949) và ủng hộ đánh giá của Dự án Grudge rằng các báo cáo về UFO có thể được giải thích bằng hiện tượng trần tục, và rằng những trò lừa bịp và mấy kẻ lập dị đóng một vai trò nổi bật trong việc phổ biến.
Nhà thiên văn học và nhà UFO học J. Allen Hynek đã chỉ trích Dự án Grudge, cho rằng dự án này "ít khoa học hơn và giống một chiến dịch quan hệ công chúng hơn". Dự án Grudge cũng nhận được sự chỉ trích từ cựu sĩ quan tình báo Edward J. Ruppelt vốn "tin chắc vào bản chất ngoài hành tinh của UFO và cách ông thấy quân đội và chính phủ Mỹ đang cố gắng làm mất uy tín của giả thuyết ngoài Trái Đất". Hynek và Ruppelt tuyên bố rằng dự án này "không phải là một cuộc sự thẩm tra khoa học, khách quan về hiện tượng mà người ta có thể nhận được".